# Campeonato Africano de Atletismo de 2022 - Lançamento de martelo masculino
A prova do lançamento de martelo masculino do Campeonato Africano de Atletismo de 2022 foi disputada no dia 8 de junho, no Complexo Esportivo Nacional Cote d'Or, em Saint Pierre, na Maurícia.

## Recordes
Antes desta competição, os recordes mundiais e do campeonato nesta prova eram os seguintes:
|                       | Nome             | Nacionalidade   | Distância | Local      | Data                 |
| --------------------- | ---------------- | --------------- | --------- | ---------- | -------------------- |
| Recorde mundial       | Yuriy Sedykh     | União Soviética | 86m 74cm  | Estugarda  | 30 de agosto de 1986 |
| Recorde do campeonato | Mostafa Al-Gamel | Egito           | 79m 09cm  | Marraquexe | 13 de agosto de 2014 |
| Recorde africano      | Mostafa Al-Gamel | Egito           | 81m 27cm  | Cairo      | 21 de março de 2014  |

## Medalhistas
| Ouro                | Prata                   | Bronze                  |
| Allan Cumming (RSA) | Tshepang Makhethe (RSA) | Alaaeldin Elashry (EGY) |

## Cronograma
Todos os horários são locais (UTC+4). 
| Data       | Hora  | Evento |
| ---------- | ----- | ------ |
| 8 de junho | 15:40 | Final  |

## Resultado final
A final ocorreu dia 8 de junho às 15:40.
| Posição           | Atleta             | Nacionalidade   | #1    | #2    | #3    | #4    | #5    | #6    | Resultado | Notas |
| ----------------- | ------------------ | --------------- | ----- | ----- | ----- | ----- | ----- | ----- | --------- | ----- |
| Medalha de ouro   | Allan Cumming      | África do Sul   | 57.23 | 60.69 | 64.39 | x     | 68.04 | 69.13 | 69.13     |       |
| Medalha de prata  | Tshepang Makhethe  | África do Sul   | 65.35 | 65.92 | 64.37 | 64.79 | 68.75 | 64.23 | 68.75     |       |
| Medalha de bronze | Alaaeldin Elashry  | Egito           | 66.13 | 66.38 | 67.46 | 66.53 | 68.24 | 67.93 | 68.24     |       |
| 4                 | Mostafa El Gamel   | Egito           | 63.94 | 65.64 | 65.15 | 65.89 | 67.80 | 67.26 | 67.80     |       |
| 5                 | Ahmed Tarek Ismail | Egito           | x     | x     | 62.42 | 65.32 | 65.22 | 65.73 | 65.73     |       |
| 6                 | Renaldo Frechou    | África do Sul   | 60.95 | 62.37 | 60.07 | 61.60 | 64.24 | 62.24 | 64.24     |       |
| 7                 | Jean Ian Carre     | Ilhas Maurícias | 50.66 | x     | x     | 51.75 | x     | 50.26 | 51.75     |       |
| 8                 | Dominic Ondigi     | Quênia          | 49.32 | 51.65 | x     | 49.90 | 50.60 | x     | 51.65     |       |

Legenda
| Recorde mundial       | Recorde mundial (World record)               |                       | Recorde africano                      | Recorde africano (African) |                                           | Q | Classificado por posição (Qualified) |
| Recorde do campeonato | Recorde do campeonato (Championship record)  | Recorde da América    | Recorde da América (Americas)         | q                          | Classificado por melhor tempo (Qualified) |   |                                      |
| Melhor marca do ano   | Melhor marca do ano (World leading)          | Recorde asiático      | Recorde asiático (Asian)              | DNS                        | Não largou (Did not start)                |   |                                      |
| Recorde nacional      | Recorde nacional (National record)           | Recorde europeu       | Recorde europeu (European)            | DNF                        | Não terminou (Did not finish)             |   |                                      |
| Recorde pessoal       | Recorde pessoal do atleta (Personal best)    | Recorde da Oceania    | Recorde da Oceania (Oceania)          | DSQ / DQ                   | Desclassificado (Disqualified)            |   |                                      |
| Recorde da temporada  | Recorde da temporada do atleta (Season best) | Recorde sul-americano | Recorde sul-americano (South America) | NM                         | Sem marca (No mark)                       |   |                                      |